# Вечерний американский дубонос
Вечерний американский дубонос (лат. Hesperiphona  vespertina) — вид птиц из семейства вьюрковых (Fringillidae).

## Описание
Вечерний американский дубонос достигает длины 16—22 см. Взрослая особь имеет короткий чёрный хвост, чёрные крылья и большой бледный клюв. Взрослый самец имеет ярко-жёлтый лоб и тело, голова у него коричневая, и на крыле заметно большое белое пятно. Взрослая самка в основном оливково-коричневая, более серая на нижних частях и с белыми пятнами на крыльях.

## Биология
Эти птицы кормятся на деревьях и кустарниках, иногда на земле. В основном они едят семена, ягоды и насекомых. Вне сезона гнездования они часто кормятся в стаях.
Самка вечернего американского дубоноса строит гнездо на горизонтальной ветви или в развилке дерева, обычно ближе к верхушке на высоте до 18 над землёй. В кладке обычно 3—5 яиц. Яйца голубовато-зелёные с коричневыми и серыми отметинами. Насиживается яйца только самка в течение 12—14 дней. Самец в этот период кормит самку. Уход за птенцами осуществляют оба родителя. Птенцы покидают гнездо через 13—14 дней.

## Распространение
Ареал гнездования вечернего американского дубоноса — хвойные и смешанные леса Канады, западные горные районы Соединенных Штатов и Мексики. Чрезвычайно редко птицы встречалась на Британских островах, известны только две записи о подобном событии.
Миграция птиц переменная, в некоторые зимы они могут залетать достаточно далеко на юг, в южные штаты США.

## Подвиды
Выделяют три подвида:
- Hesperiphona vespertinus brooksi Grinnell, 1917
- Hesperiphona vespertinus montanus Ridgway, 1874
- Hesperiphona vespertinus vespertinus (W. Cooper, 1825)